# Hiva Oa

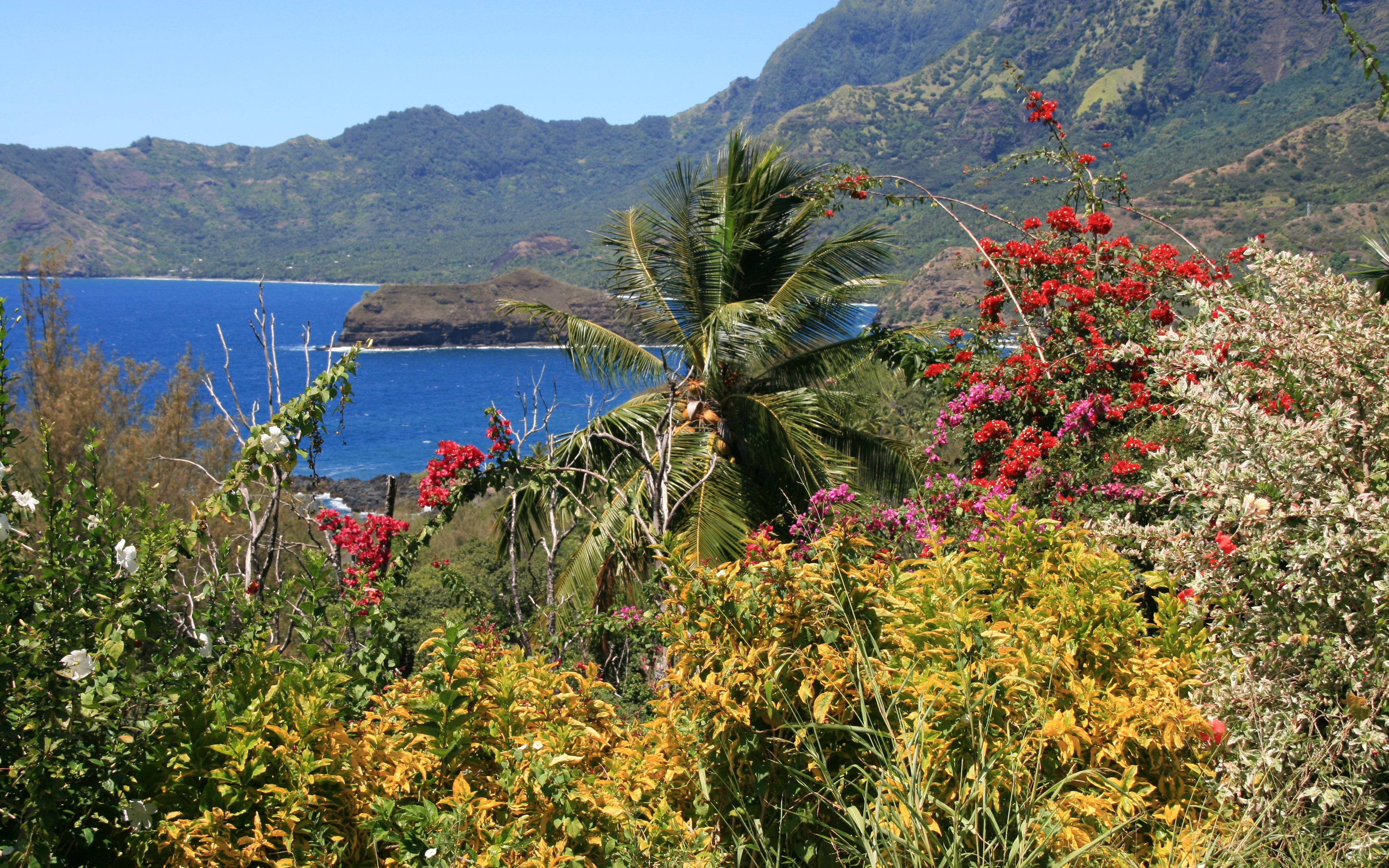
Hiva Oa

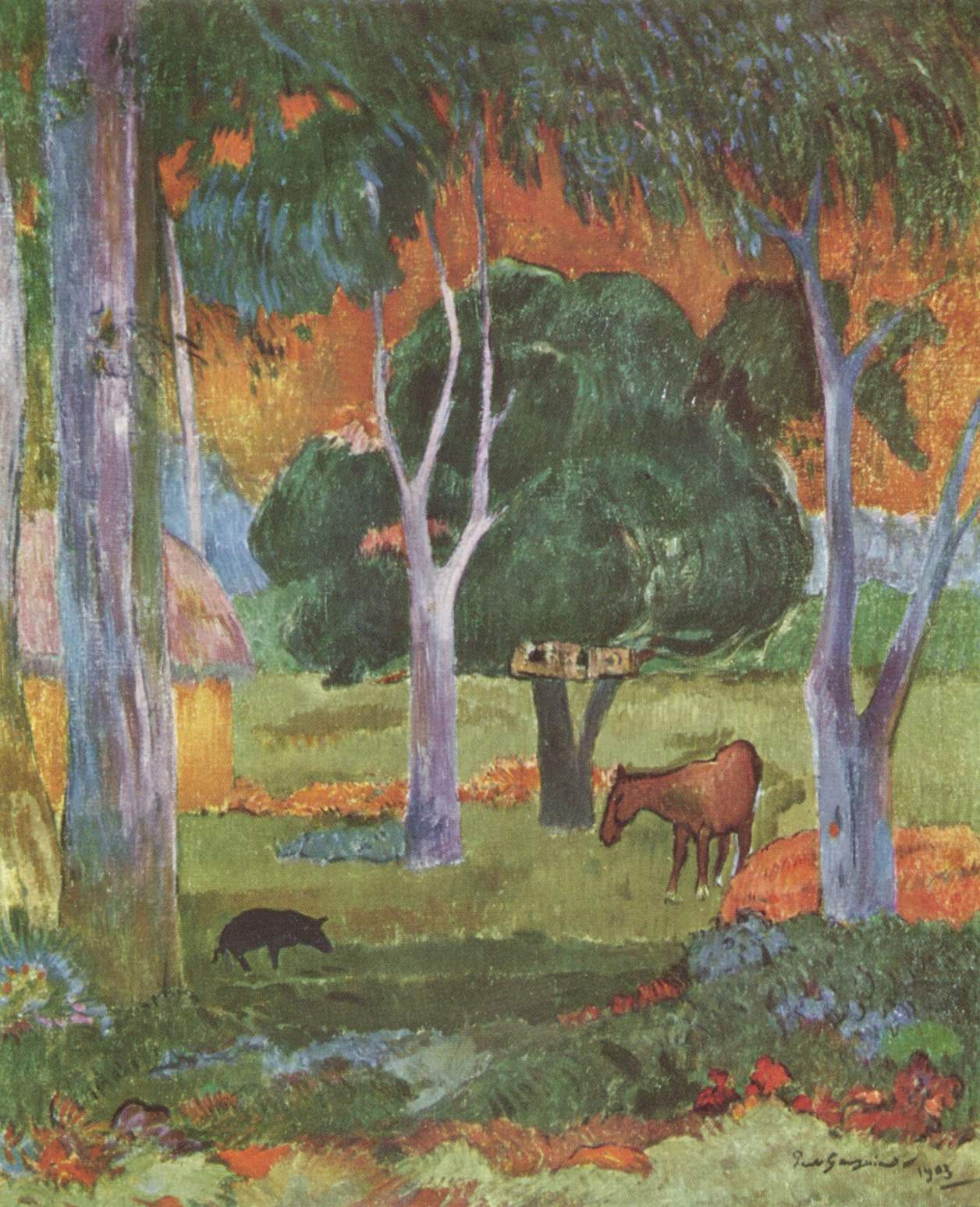
Landskapsmålning från Hiva Oa av Paul Gauguin från 1903.

Hiva Oa (franska île Hiva Oa, tidigare La Dominica) är en ö i Franska Polynesien i Stilla havet.

## Geografi
Hiva Oa ligger i ögruppen Marquesasöarna och ligger cirka 1 100 km nordöst om Tahiti.
Ön har en area om ca 320 km² och ca 2 200 invånare. Huvudorten Atuona har omkring 1 200 invånare.
Högsta höjden är den utslocknade vulkanen Mont Temetiu som är 1 275 meter hög och öns centrala del utgörs av en högsträckt ås.

## Historia
Ön beboddes troligen av polynesier redan på 900-talet. Européerna upptäcktes ön 1595 då spanjoren Álvaro de Mendaña de Neira kom hit. År 1842 annekterades Hiva Oa av Frankrike och år 1903 införlivades ön tillsammans med övriga öar inom Marquesasöarna i det nyskapade Établissements Français de l'Océanie (Franska Oceanien).
Såväl den franske målaren Paul Gauguin som den belgiske sångaren Jacques Brel tillbringade sina sista år på Hiva Oa och ligger begravda på samma kyrkogård, Cimetière Calvaire i Atuona.